# JL-9 (航空機)
 JL-9（山鹰教练机 / 山鷹教練機）
JL-9
- 用途：
高等練習機
軽戦闘機
- 製造者： 貴州飛機工業公司
- 運用者： 中国（空軍・海軍）
- 初飛行：2003年12月13日
- 運用状況：現役

教練9型（JL-9、簡体字:教练9型）は、中華人民共和国の貴州飛機工業公司が開発したジェット練習機。山鷹の愛称が付けられている。型番は教練のピン音の頭文字（JiaoLian）をとったものである。
輸出型は開発コードのFTC-2000で呼ばれる。また、派生型のFTC-2000Gには神鷹の愛称が付けられている。

## 概要
J-7戦闘機（中国製のMiG-21）に準じた複座練習機であるJJ-7の陳腐化にともない第4世代ジェット戦闘機のパイロット養成用に新規開発された高等練習機。
2000年に風洞実験を完了して詳細設計を終え、2003年12月13日に試作機が初飛行した。FTC-2000の輸出単価は850万ドル。
2007年に中国空軍がJL-9として採用。先行量産機による認証試験と改良がおこなわれる。
2009年に空母艦載練習機のプロトタイプJL-9G（JT-9）が初飛行を行った。
2011年に中国海軍もJL-9Hとして採用。
2012年11月に開催された珠海航空ショーで発展型のFTC-2000Gを公開。
2013年、試験に合格した量産機の生産を開始。また、アレスティング・フックを撤去し、ニートカでの陸上訓練用としてJL-9Gが中国海軍に採用される。
2014年に中国空軍に正式納入、翌年2015年10月18日運用開始。
2016年にスーダンがFTC-2000Sを発注。
2018年にFTC-2000Gの実機製造開始。同年9月28日に初飛行。
2020年4月、ミャンマがFTC-2000Gを発注。
2020年5月20日、海軍向けの改良型が初飛行。

## 設計
開発はリスクを減らすため、J-7およびJJ-7をベースに行われた。
機体形状は、主翼にJ-7Eとも異なるダブルデルタ翼を採用。翼面積は増加により、旋回性や機動性、離着陸安定性が向上している。尾部はJJ-7に似ている形状で下面に2枚のベントラル・フィンを装備。複座式の操縦席は後席が高く配置され視界を確保している。
エンジンはJ-7のE型で採用された渦噴-13を搭載。主流のターボファンではなく、世代の古いターボジェットであることから、推力で劣るもののコスト・整備面で有利とされる。インテークを機首から胴体両側面に移動したことで、J-7とは外見が大きく変わっている。
兵装搭載能力は、固定武装の23mm機関砲をに持ち、胴体下に1箇所、主翼下に4箇所のハードポイントで2トン程度の搭載量をもつ。主翼下に空対空ミサイルやロケット弾ポッドなどを装備可能。
アビオニクスはグラスコックピットを採用。機首インテークがなくなったことで、サイズの大きな火器管制レーダーの搭載も可能とされる。反面、競合開発されたJL-10が搭載するデジタル・フライ・バイ・ワイヤ（FBW）は採用されず、飛行制御は旧来のアナログ式CASである。

## 発展型

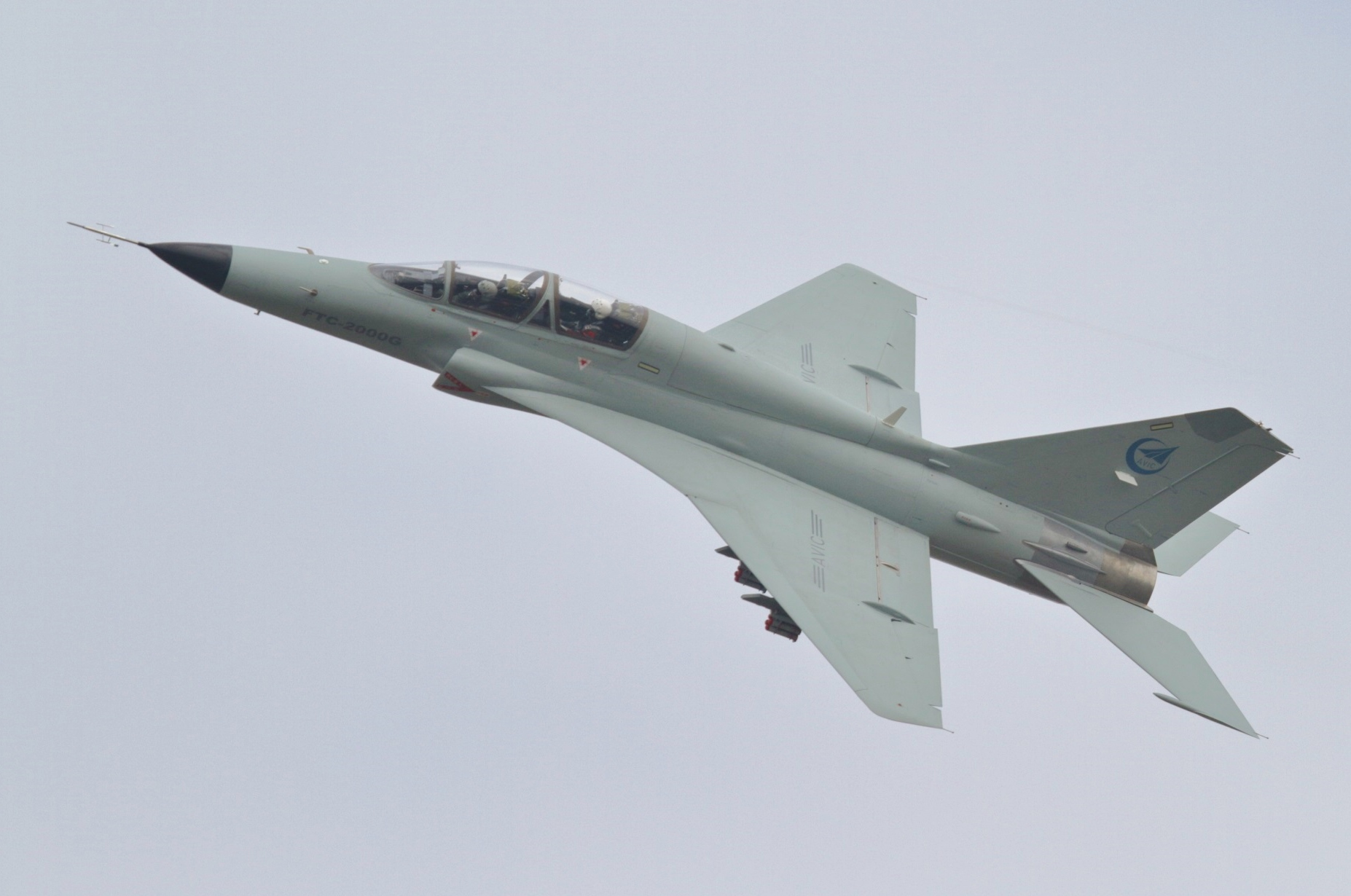
FTC-2000G 神鷹

FTC-2000をベースに、J-7（F-7）やMig-21のような老朽化した戦闘機を置き換えることを目的とした輸出用軽戦闘攻撃機としても使える多用途機FTC-2000Gが開発された。市場で安価な軽戦闘機のひとつである。
機体を大型化・翼形状再設計（主翼をダブルデルタ翼からLERXの付きクリップドデルタ翼に変更）、インテークをDSIに変更、機体尾部の2枚のべントラル・フィンを撤去、機首レドーム内に火器管制レーダーを追加、夜間運用性能向上など各種改良が施された。
ペイロードは最大3トンに増加、ハードポイントは7ヶ所に増えたが、重量増加によりベース機に劣る面もある。
先行して、ほぼ同構成の機体にアレスティング・フックを搭載した艦載訓練機の試験機が3機製造されたが、単発エンジンの本機のエンジンベイの構造ではアレスティング・ギアによる制動装置着陸に耐えられず、構造強化を施すと他の訓練に支障が出ることが試験で判明したため、陸上でのスキージャンプ離陸とタッチアンドゴーの訓練に限定し、アレスティング・フックを撤去したうえでJL-9Gとして海軍空母訓練機に採用された。バッチ1に続いて生産されたバッチ2では翼端エアブレーキの搭載、ドラッグシュートの撤去なのど変更がされている。アレスティング・ギアを使った着陸訓練には複座のJ-15Sが使用され、艦載訓練機には新たに双発のJL-10Jが開発された。

## 派生型
FTC-2000
原型となる超音速中高等練習機。
FTC-2000S
スーダン空軍機。
FTC-2000G
各種アップグレードを施した多用途機軽戦闘攻撃機 。
JL-9
中国人民解放軍機。海軍でも採用されJL-9Hと区分する場合もある。
JL-9G
中国人民解放軍海軍の陸上用空母パイロット訓練機 。試作機にあったアレスティング・フックは非採用。

## 運用国
- 中華人民共和国
  - 中国人民解放軍空軍 - JL-9 30機[9]
  - 中国人民解放軍海軍 - JL-9 28機、JL-9G 12機[10]

- スーダン
  - スーダン空軍 - FTC-2000 6機

少なくとも1機がエジプトの空爆により破壊される。
- ミャンマー
  - ミャンマー空軍 - FTC-2000G 12機

2022年に第1陣6機、2024年に第2陣6機が納入。

## 諸元
- 乗員：2 名（練習生1、教官1）
- 全長：14.555 m
- 全幅：8.32 m
- 全高：4.105 m
- 標準重量：7,800 kg
- 最大離陸重量：9,800 kg
- 最大速度：マッハ1.6
- 航続距離：1,600 km（機内燃料のみ）、2,500 km（増槽装備時）
- 最大上昇率：260 m/s
- 実用上昇限界高度：16,000 m
- エンジン：渦噴13F型（WP-13F） ターボジェット（A/B時 63.25 kN）×1
- 武装：
  - 23mm機関砲
  - PL-8（霹靂8）赤外線誘導空対空ミサイル
  - PL-9（霹靂9）赤外線誘導空対空ミサイル
  - 爆弾、ロケット弾ポッド（2,000 kg）

- FTC-2000G変更点[13]
  - 全長：15.412 m
  - 全幅：9.988 m
  - 全高：4.805 m
  - 標準重量：7,880 kg
  - 最大離陸重量：11,000 kg
  - 最大速度：マッハ1.4
  - 航続距離：1,650 km（機内燃料のみ）
  - 実用上昇限界高度：15,000 m